# Brandivy
Brandivy en idioma francés y oficialmente, Brandevi en bretón,  es una localidad y comuna francesa en la región administrativa de Bretaña, en el departamento de Morbihan. En una situación geográfica que el burgo domina el valle del Loc'h. 
Sus habitantes reciben el gentilicio de Brandivyens.

## Demografía
| 1088 | 1178 | 1074 | 981 | 917 | 831 | 753 | 753 | 856 | 930 |
| Para los censos de 1962 a 1999 la población legal corresponde a la población sin duplicidades (Fuente: INSEE [Consultar]) |      |      |     |     |     |     |     |     |     |